# Bazylika kolegiacka Narodzenia Najświętszej Marii Panny w Wiślicy
Bazylika kolegiacka Narodzenia Najświętszej Marii Panny w Wiślicy –
gotycki kościół wzniesiony w XIV wieku przez Kazimierza Wielkiego w Wiślicy, na fundamentach dwóch starszych świątyń romańskich. Nosi tytuł kolegiaty, a od 8 września 2005 także bazyliki mniejszej. W 2018 r. bazylika (wraz z reliktami kościoła św. Mikołaja oraz grodziskiem) została wpisana na listę pomników historii w ramach akcji „100 Pomników Historii na stulecie odzyskania niepodległości”.

## Historia
Budowę pierwszej romańskiej kolegiaty pw. Narodzenia NMP rozpoczął książę Henryk Sandomierski. Kościół ukończono w 2. połowie XII w. za panowania jego brata Kazimierza Sprawiedliwego. Była to niewielka jednonawowa budowla z orientowanym prezbiterium niższym i węższym od nawy, zakończonym niewielką apsydą. W zachodniej części nawy ulokowana była niewielka empora. Pod prezbiterium znajdowała się krypta, której pozostałości zachowały się do dzisiaj w podziemiach bazyliki. Posiadała ona sklepienie krzyżowe wsparte na czterech kolumnach.

Widoki archiwalne
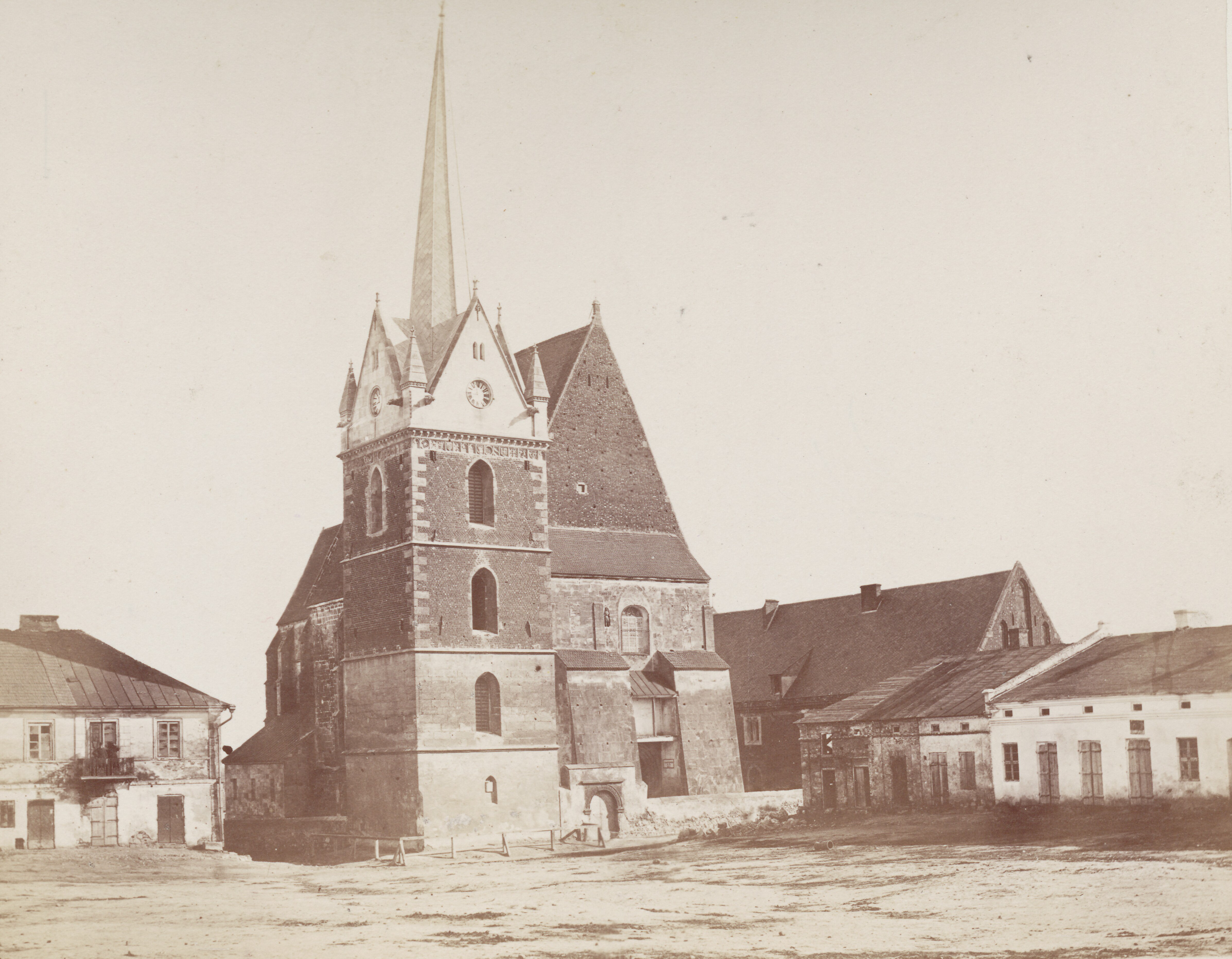
Kościół około 1885
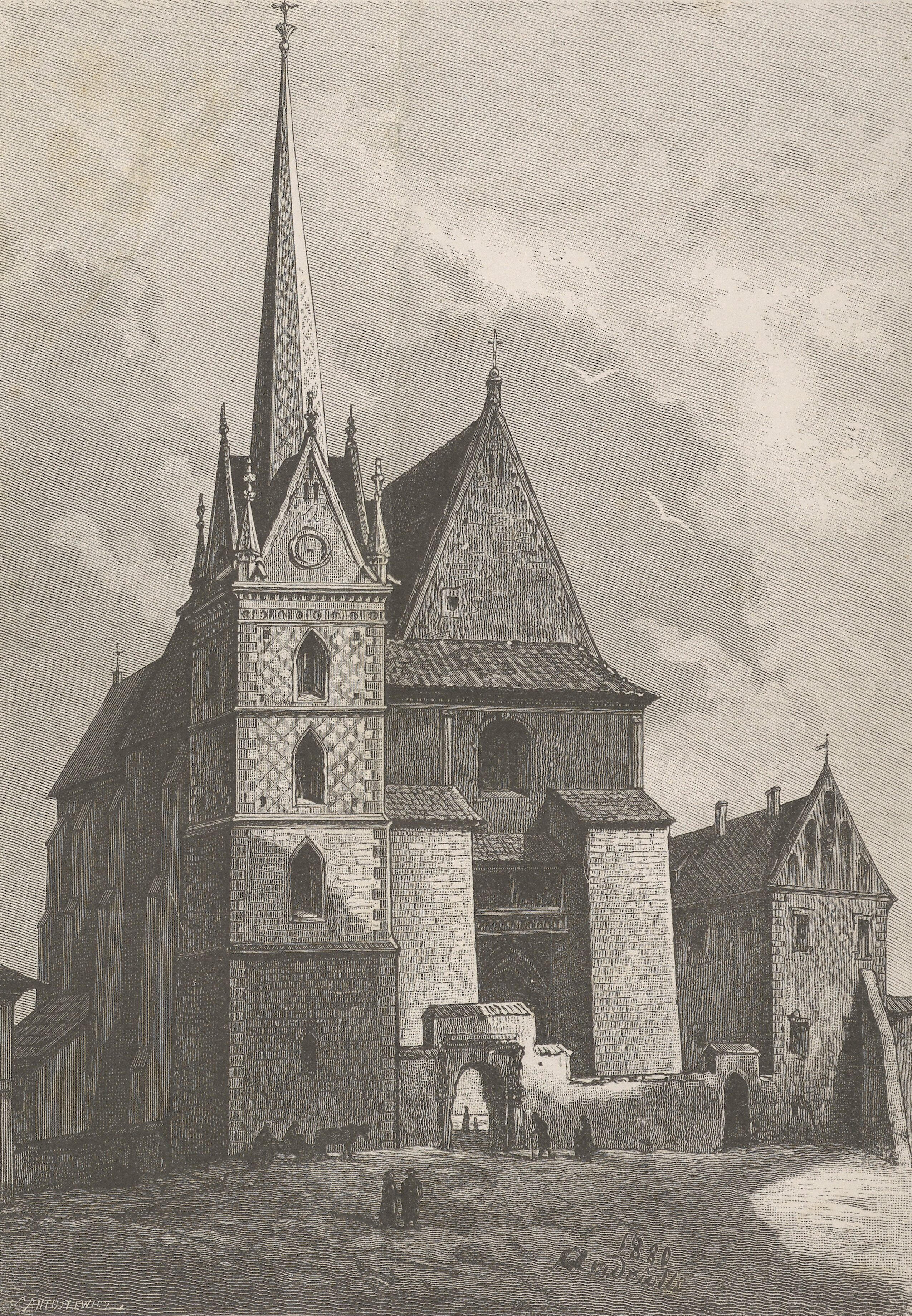
1895 drzeworyt – Michał Elwiro Andriolli
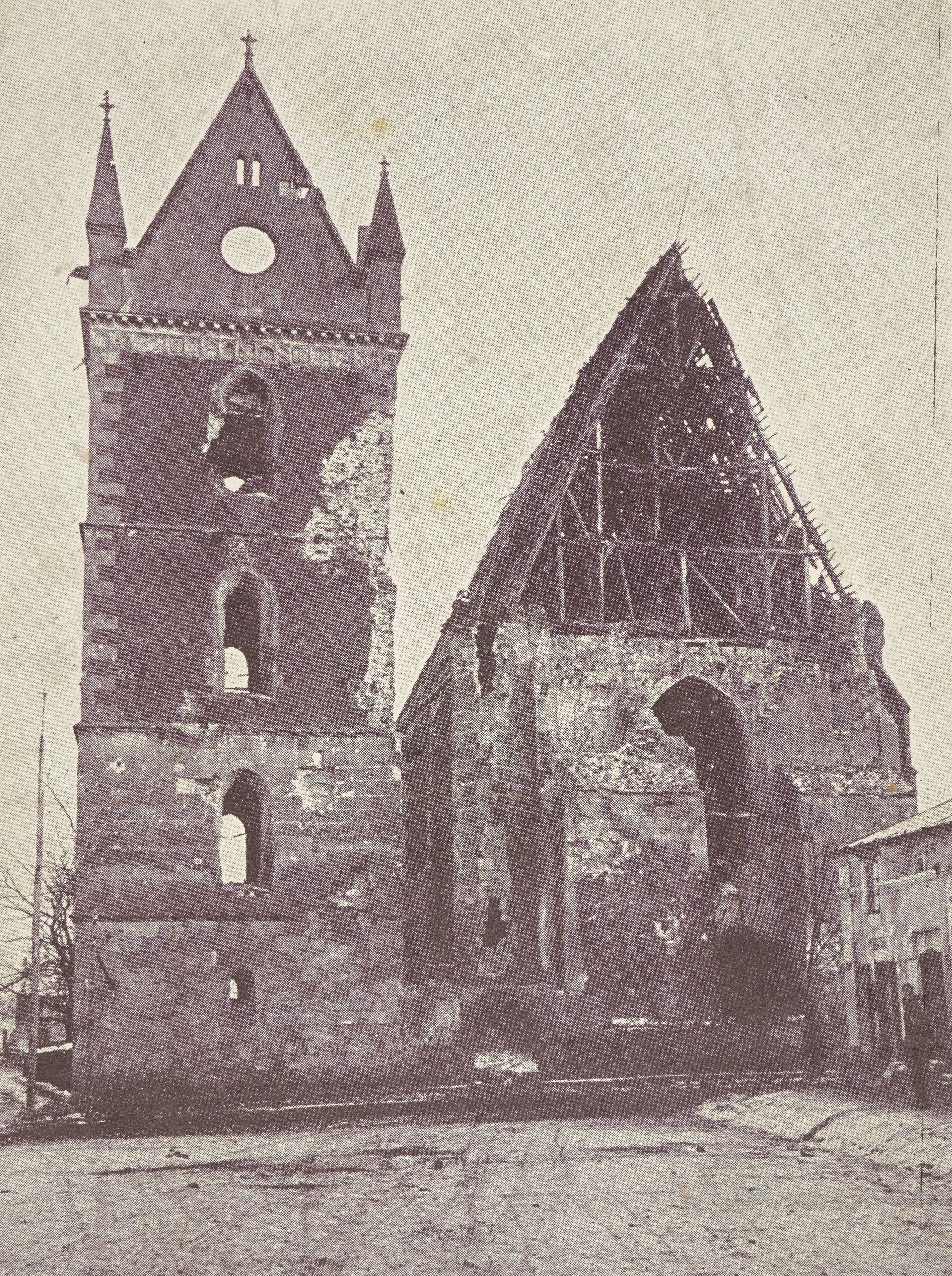
Zniszczony kościół, 1915
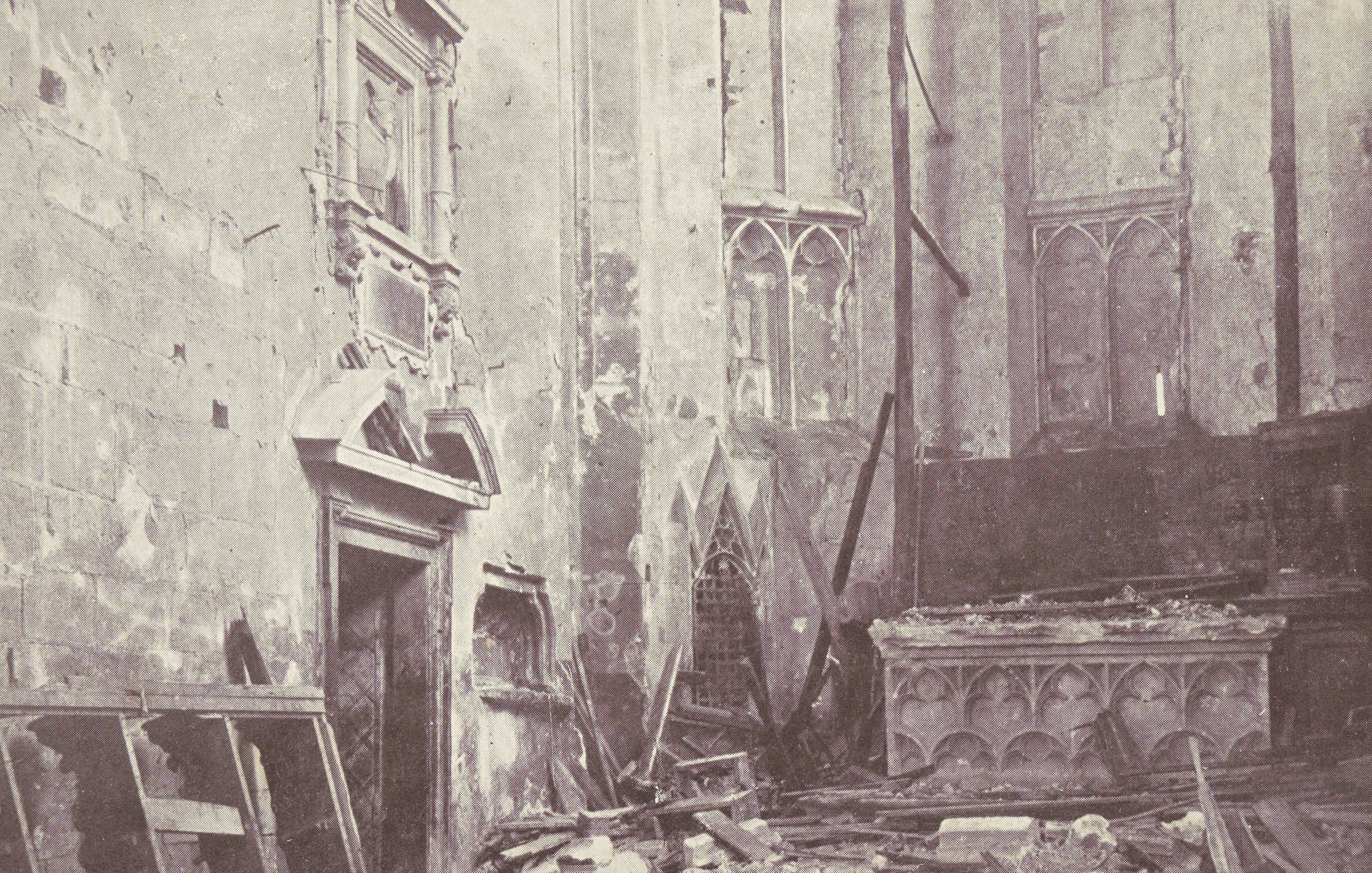
Zniszczone wnętrze, 1915

Na początku XIII w. powstała druga większa kolegiata pw. Trójcy Świętej. Była to świątynia trójnawowa o układzie bazylikowym. W nawach północnej i południowej ulokowane były kaplice. Sklepienie wsparte było na sześciu filarach. Przy zachodniej fasadzie znajdowały się dwie wieże.
Prawdopodobnie od 2. połowy XII w. w Wiślicy działała kapituła wiślicka. Początkowo mogła ona podlegać księciu. W późniejszym okresie została przekazana pod jurysdykcję biskupią. Pierwsze zachowane dokumenty dotyczące jej uposażenia pochodzą z połowy XIII w. Początkowo kapituła liczyła zaledwie czterech prałatów oraz czterech kanoników.

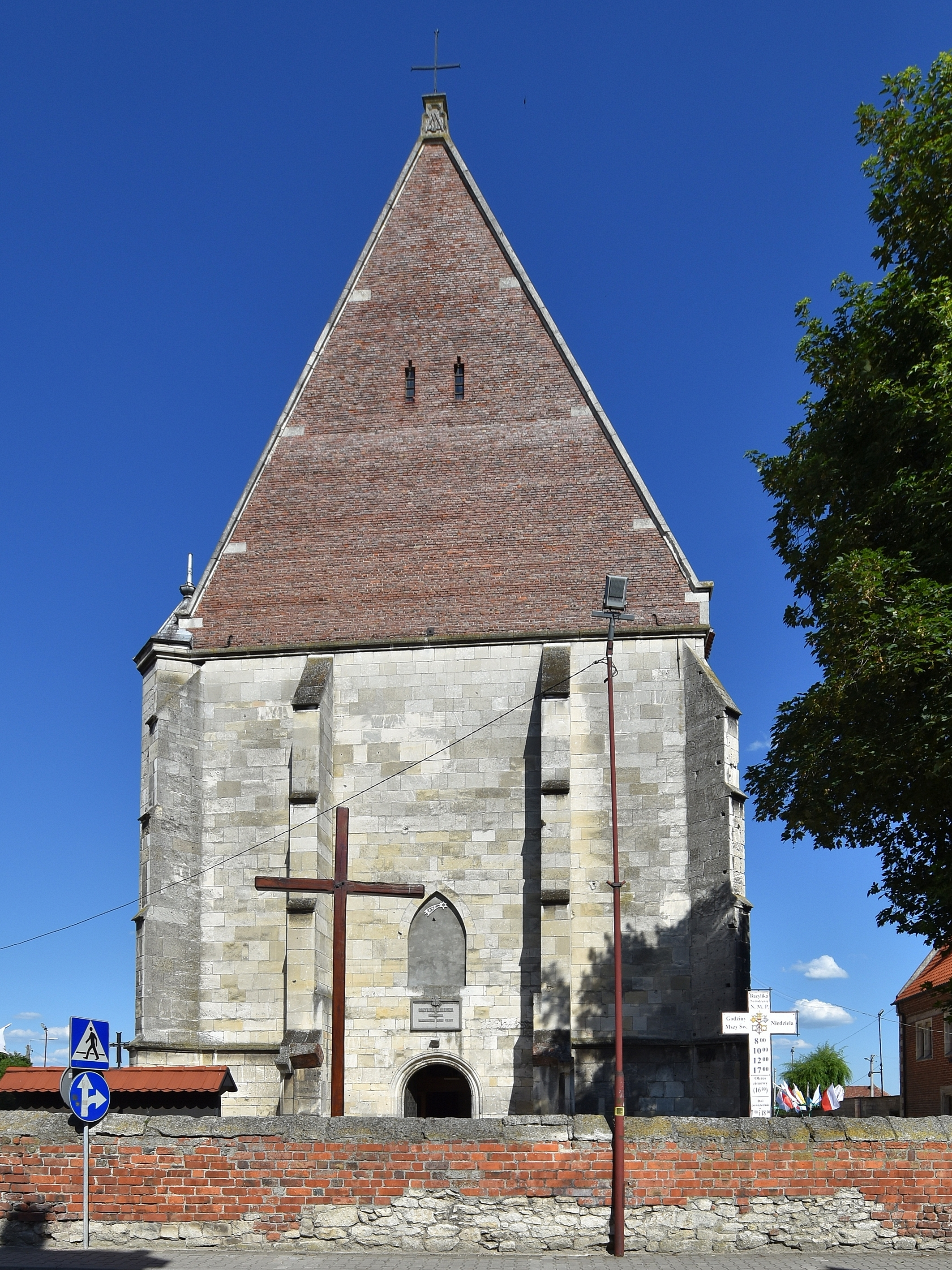
Elewacja frontowa

Trzecią, zachowaną do dzisiaj kolegiatę wiślicką ufundował Kazimierz Wielki.  Budowę rozpoczęto w 1350 roku, zachowując jednak niższy masyw zachodni z wcześniejszego romańskiego kościoła. Był to kościół mający szczególne znaczenie polityczne, co przejawia się w dekoracji. Był to jeden z kościołów, które król wzniósł jako pokutę za zabójstwo kanonika Marcina Baryczki. Kościół był wielokrotnie naprawiany i restaurowany. W 1598 naprawiono jego dach i zegar, ustawiono w świątyni konfesjonały oraz odnowiono rzeźbę Madonny Łokietkowej. W 1678 remont świątyni kosztował 6000 ówczesnych złotych. Odnowione zostało wówczas prezbiterium. W 1682 naprawiono zniszczony gradobiciem dach. W 1810 zlikwidowano parafię w sąsiednich Gorysławicach i włączono ją do parafii wiślickiej.
W 1915 świątynia została poważnie uszkodzona przez austriacką artylerię. Zniszczona została fasada zachodnia, z wieżami pochodzącymi jeszcze z XIII-wiecznej świątyni romańskiej. Kościół odbudowano w latach 20. XX w. według projektu Adolfa Szyszko-Buhusza. Odrestaurowanej świątyni, 7 września 1924, biskup kielecki Augustyn Łosiński przywrócił status kolegiaty utracony w 1819.
W 1958 w czasie badań archeologicznych, w podziemiach kościoła odkryto pozostałości dawnych kościołów romańskich.
W 2002 roku stanowisko archeologiczne w Wiślicy, czyli bazylika oraz Dom Długosza, zostało wpisane na listę World Monuments Watch jako jeden ze stu zabytków na świecie zagrożonych zniszczeniem.
Obecnie kustoszem bazyliki w Wiślicy jest ks. Wiesław Stępień.

## Architektura
Świątynia została wzniesiona z kamienia ciosowego. Wyjątkiem jest ceglany szczyt fasady zachodniej, który jest efektem odbudowy ze zniszczeń wojennych w latach 20. XX w. Kościół ma budowę pseudonawową. Wielobocznie zamknięte prezbiterium jest niższe i węższe od nawy. Od północy przylega do niego przybudówka z 2. połowy XVII w. w której znajdują się zakrystia i skarbiec. Główne wejście do kościoła znajduje się od strony południowej. Do wnętrza budowli prowadzi ostrołukowy portal, którego drzwi okute są w skośną kratę z antabą i ozdobione rozetą z XV w.

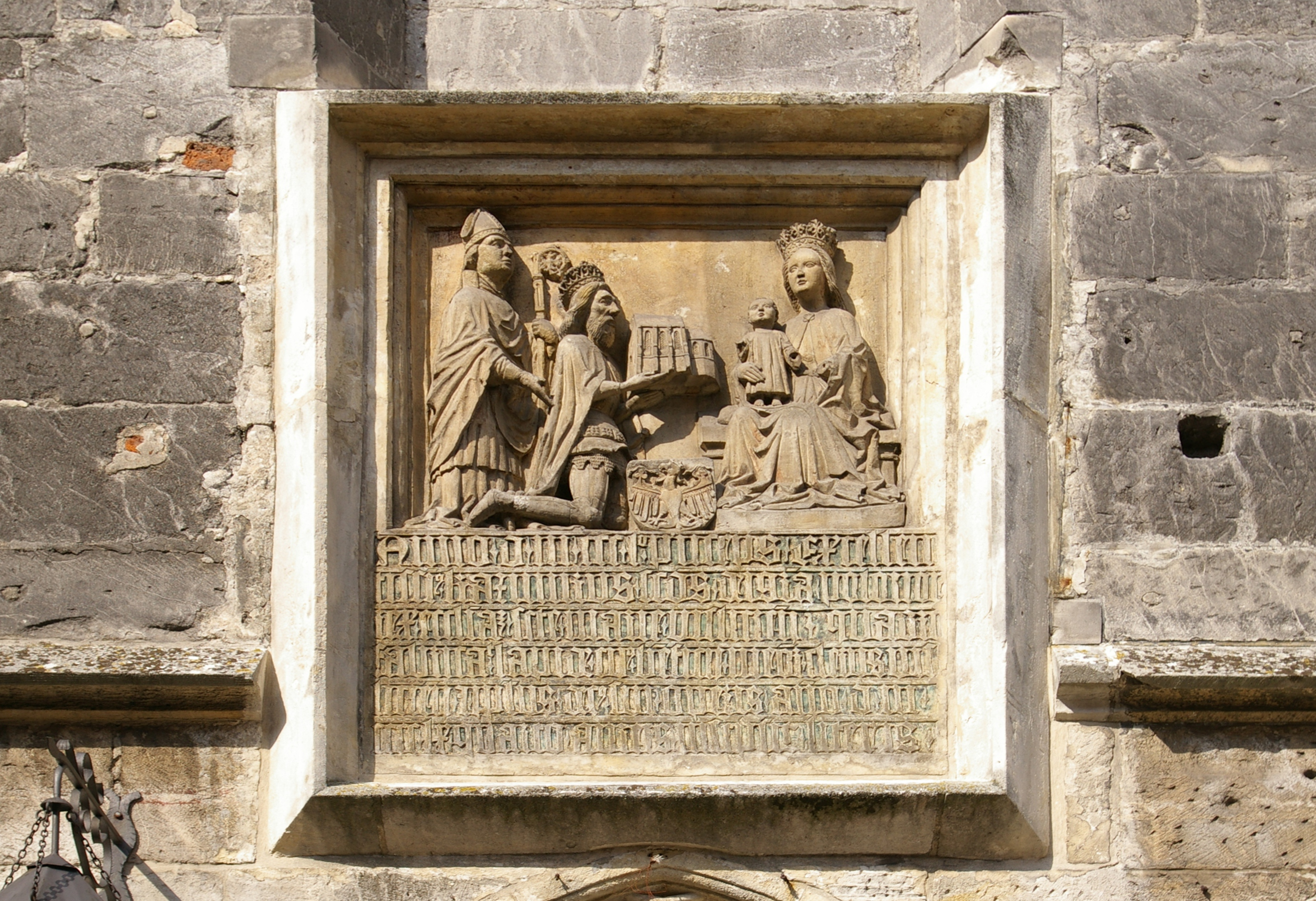
Tablica erekcyjna z królem Kazimierzem Wielkim

Nad portalem umieszczona jest płaskorzeźbiona tablica erekcyjna z przedstawieniem Kazimierza Wielkiego. Król klęczy przed Madonną z Dzieciątkiem ofiarowując jej model świątyni. Za nim znajduje się postać biskupa krakowskiego Bodzanty. Tablica powstała w 1464, przeszło sto lat po ufundowaniu kościoła. Inicjatorem upamiętnienia fundacji był Jan Długosz, który pełnił w Wiślicy funkcję kanonika.
Północny portal kościoła pochodzi z 2. połowy XIV w. W portal wmurowane są rzeźbione herby: dwa Orły Piastowskie oraz herb Wielkopolski. W pobliżu portalu znajduje się zamurowane okno, z którego według tradycji ogłoszono statuty wiślickie.

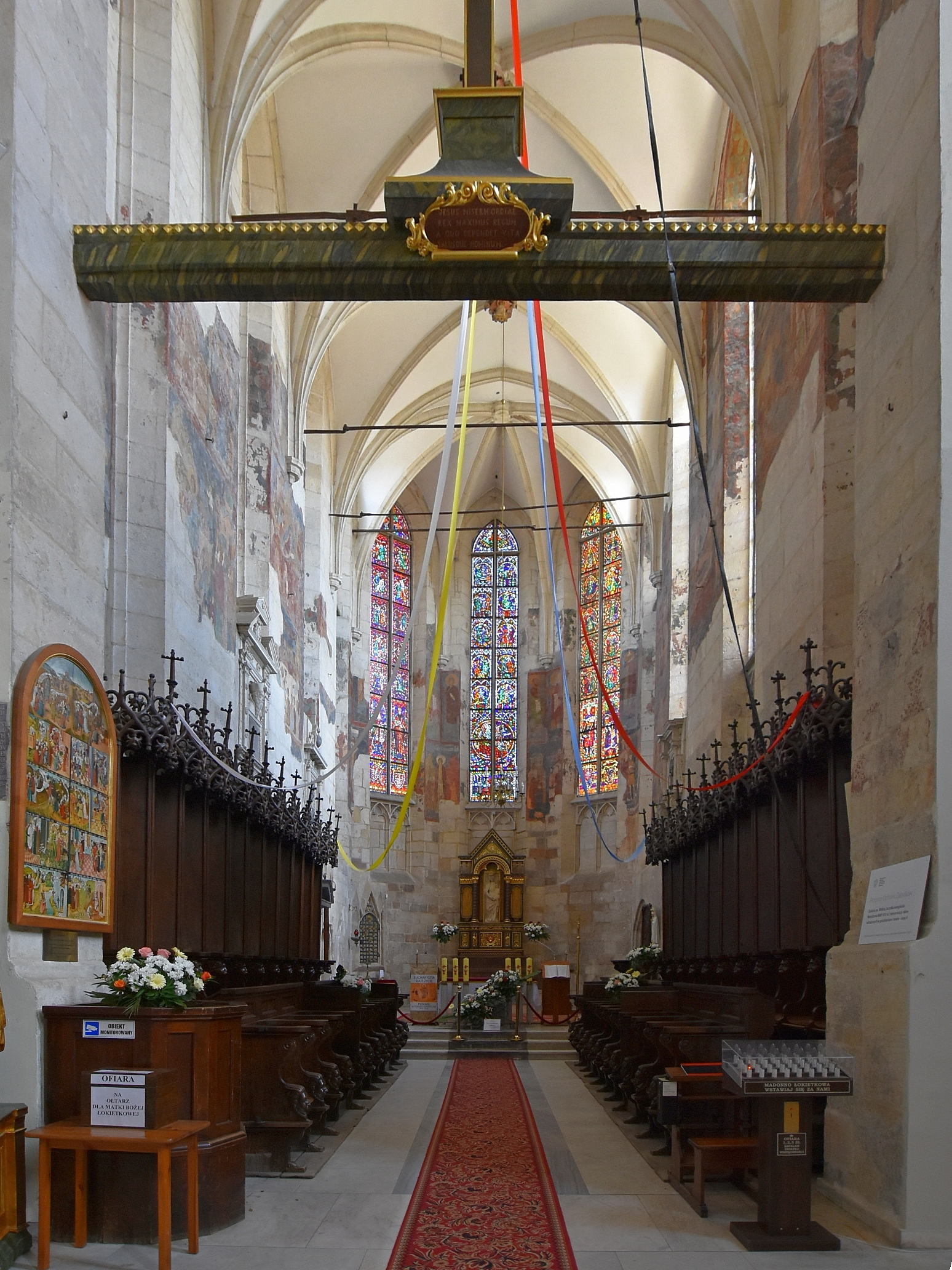
Wnętrze

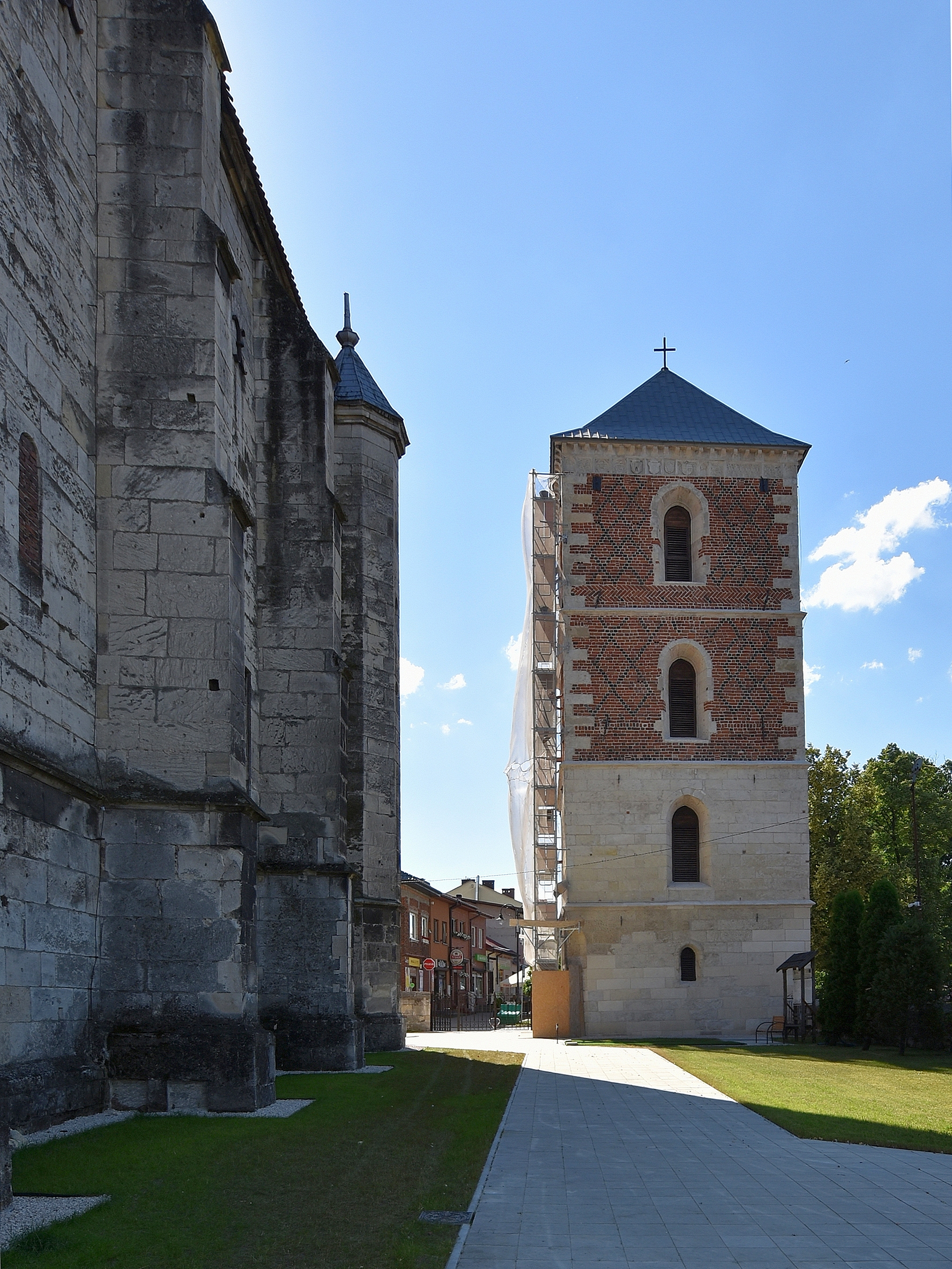
Dzwonnica

Nawa kościoła posiada sklepienie trójdzielne, częściowo gwiaździste. Wspierają je trzy smukłe wieloboczne filary. Prezbiterium przykryte jest sklepieniem krzyżowo-żebrowym. Na zwornikach sklepienia umieszczone są herby ziem, które weszły w skład odrodzonego po rozbiciu dzielnicowym Królestwa Polskiego: Wielkopolski, ziemi dobrzyńskiej, ziemi sieradzko-łęczyckiej oraz Rusi. W nawie znajdują się rycerskie herby: Szeliga, Rawicz, Leliwa i Gryf. Na zwornikach umieszczone są także symbole ewangelistów oraz głowa Chrystusa.

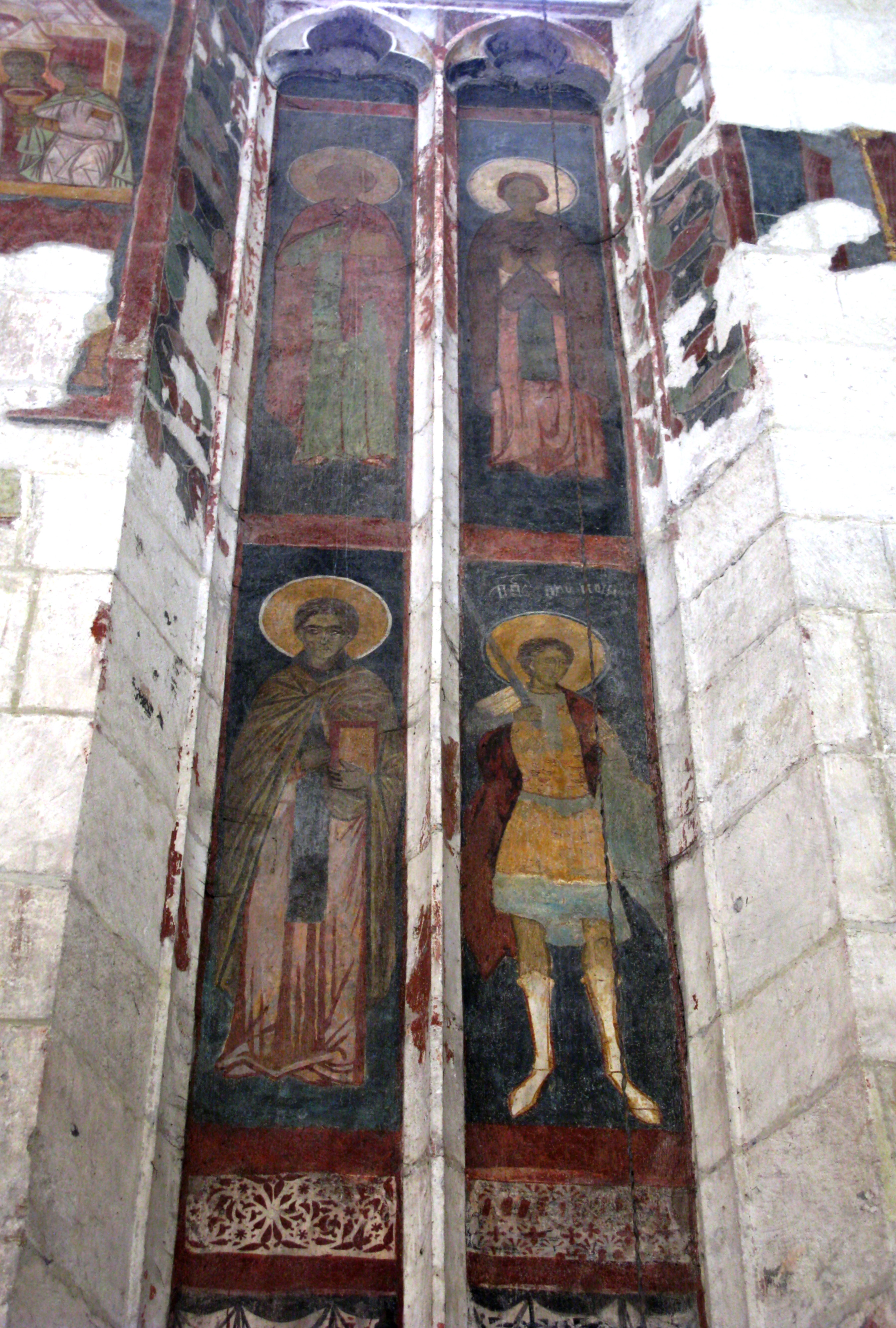
Polichromia bizantyjsko-ruska

Na północno-wschodniej ścianie prezbiterium zachowało się gotyckie sakramentarium z trójkątnym zwieńczeniem. Na północnej ścianie prezbiterium znajduje się wnęka na oleje święte. W prezbiterium zachowały się pozostałości bizantyjsko-ruskiej polichromii. Została ona wykonana w latach 1397–1400 przez popa Hayla – malarza pochodzącego z Przemyśla.
Pośród zachowanych scen znajdują się: Ofiarowanie w Świątyni, Zdjęcie z krzyża, Zaśnięcie Matki Boskiej, Pogrzeb Matki Boskiej, Zwiastowanie, Boże Narodzenie, Ostatnia Wieczerza, Biczowanie, Ukrzyżowanie oraz postacie świętych.
W prezbiterium znajdują się także późnorenesansowe epitafia kanoników wiślickich. Stalle wykonane zostały w czasie odbudowy świątyni w XX w. według projektu Szyszko-Bohusza. Do zakrystii prowadzi barokowy portal ufundowany przez kantora wiślickiego Andrzeja Mielerskiego.
Ponad nawą kościoła wznosi się późnobarokowa belka tęczowa z XVIII w. z krucyfiksem oraz napisem dewocyjnym. Na wschodniej ścianie nawy znajdują się gotyckie antepedia z 2. poł. XIV w. Na jednym z nich umieszczony jest herb Jastrzębiec. W południowej ścianie nawy umieszczone są późnorenesansowy nagrobek Anny z Skrzepickich Stawiskiej z płaskorzeźbioną postacią zmarłej oraz klasycystyczne epitafium archidiakona Józefa Ptaszyńskiego z początku XIX w.

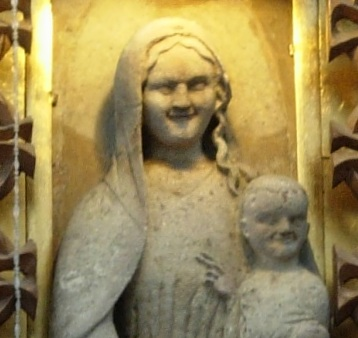
Posąg Madonny Łokietkowej

Na ołtarzu umieszczony jest posąg Madonny Łokietkowej z ok. 1300. Według tradycji przed posągiem modlił się o zjednoczenie kraju ukrywający się w Wiślicy Władysław Łokietek. Przed posągiem modliła się też królowa Jadwiga z królem Jagiełłą. Tradycja mówi, że jeden z ornatów jest podarunkiem królowej, oczyszczonej przez sąd w Wiślicy z pomówień rycerza Gniewosza z Dalewic. 17 lipca 1966 posąg został ukoronowany przez kardynała Stefana Wyszyńskiego, dzięki czemu aktualnie bazylika jest Regionalnym Sanktuarium Maryjnym diecezji kieleckiej.
W podziemiach kościoła utworzono rezerwat archeologiczny, w którym znajduje się między innymi unikatowa płyta Orantów. Z pierwszej romańskiej świątyni zachowały się także rzeźbione w wapieniu gryfy, podtrzymujące zwieńczoną krzyżem rozetę, która symbolizuje Drzewo Życia.

## Małopolska Droga św. Jakuba
Kościół znajduje się na odnowionej trasie Małopolskiej Drogi św. Jakuba z Sandomierza do Tyńca, która to jest odzwierciedleniem dawnej średniowiecznej drogi do Santiago de Compostela i związana jest z pielgrzymowaniem do grobu św. Jakuba.